# أليكساندرو كاتلين نياغو
أليكساندرو كاتلين نياغو (بالرومانية: Alexandru Cătălin Neagu)‏ هو لاعب كرة قدم روماني في مركز الوسط، ولد في 26 يناير 1993 في بيتيشت في رومانيا. لعب مع ريال مورسيا وسي إس باندوري تارغو جيو وسي إف آر كلوج ونادي تارغو موريش ونادي ريبنسيا تيميشوارا ويو تي أي أراد.

## وصلات خارجية
- أليكساندرو كاتلين نياغو على موقع قاعدة بيانات كرة القدم.إي يو (الإنجليزية)
- أليكساندرو كاتلين نياغو على موقع Soccerway.com (الإنجليزية)